# برام نويتينك
برام نويتينك (بالهولندية: Bram Nuytinck)‏ (4 مايو 1990 هولندا - ) هو لاعب كرة قدم هولندي، يلعب كمدافع.

## وصلات خارجية
برام نويتينك على موقع قاعدة بيانات كرة القدم.إي يو (الإنجليزية)
- برام نويتينك على موقع Soccerway.com (الإنجليزية)
- برام نويتينك على موقع عالم كرة القدم.نت (الإنجليزية)
- برام نويتينك على موقع AS.com (الإسبانية)